# Cluntang
Cluntang is een bestuurslaag in het regentschap Boyolali van de provincie Midden-Java, Indonesië. Cluntang telt 2416 inwoners (volkstelling 2010).